# Mioglobin
Mioglobin je mišični hemoprotein, sestavljen iz ene polipeptidne verige in ene molekule hema, ki prenaša in hrani kisik v mišicah. Polipeptidna veriga iz 153 aminokislin je organizirana v osem alfa-vijačnic, v katerih je prisotno 78 % vseh aminokislinskih ostankov v proteinu. Molekulska masa proteina je 16.700 daltonov.
Za razliko od hemoglobina, s katerim je strukturno soroden, mioglobin ne izraža kooperativnosti pri vezavi kisika. Vezava kisika je tako skorajda neodvisna od parcialnega tlaka kisika v lokalnem tkivu, razen pri izjemno majhnih vrednostih parcialnega tlaka. Nasičenosti mioglobina s kisikom v odvisnosti od parcialnega tlaka kisika zato kaže hiperbolično naravo.
Strukturo mioglobina je s pomočjo rentgenske kristalografije določil John Kendrew s sodelavci leta 1958, za kar je leta 1962 prejel Nobelovo nagrado za kemijo.

## Barva mesa
Mioglobin je pigment, odgovoren za rdečo barvo surovega mesa. Barva je delno določena z nabojem železovega iona v mioglobinu ter vezanega kisika. V surovem mesu je železov ion v Fe2+ stanju, na katerega je vezana kisikova molekula. Kuhano meso je rjavkaste barve zaradi Fe3+ stanju, ki je koordiniran z vodno molekulo.
V določenih primeri lahko meso ostane rdečkaste barve kljub kuhanju, npr. pri izpostavitvi nitritom, kjer je na železov ion vezan dušikov oksid (NO), ter izpostavitvi ogljikovem monoksidu (CO), kjer nastane metmioglobin. Rdeča barva je povezana z videzom svežega mesa, zaradi česar je le-to nemalokrat umetno obdelano za doseg takšnega videza za potrebe potrošništva.

## Medicinski pomen
Pri razpadu oz. razkroju skeletne mišičnine zaradi poškodbe (rabdomioliza) se sproščajo velike količine mioglobina. Sproščeni mioglobin se filtrira v ledvicah, vendar je toksičen za tubularni epitelij, zaradi česar lahko pride do akutne ledvične odpovedi.
Mioglobin je tudi indikator za potencialno nevarnost miokardičnega infarkta pri pacientih z bolečinami v prsnem košu. Pri tem se za tovrstno diagnozo uporablja kreatin kinaza in troponin v kombinaciji z elektrokardiogramom (EKG).